# پریزبرگ (نیویورک)
پریزبرگ (به انگلیسی: Perrysburg) یک منطقهٔ مسکونی در ایالات متحده آمریکا است که در شهرستان کاتاراگوس، نیویورک واقع شده است. جمعیت در سرشماری سال ۲۰۲۰ ۱۵۱۵ نفر بوده است. این شهر به نام کمودور الیور هازارد پری نامگذاری شده است و در گوشه شمال غربی این شهرستان واقع شده است. این شهر شامل مکان مختص سرشماری نیز با نام پریزبرگ است، که قبلاً یک روستای ثبت‌شده بود.